# Джина (фільм)
Джина — канадський драматичний фільм, знятий режисером Дені Арканом французькою мовою і випущений в 1975 році.

## сюжет
Селін Ломес знялася в головній ролі Джини, стриптизерки, яка після зґвалтування в номері мотелю наймає двох злочинних головорізів, щоб помститися ґвалтівникам.
У фільмі розгортаються три паралельні сюжетні лінії: стриптизерка, яка вирушає на роботу до невеликого містечка Квебека; п'яна банда на снігоходах, що завдає клопотів жителям міста; і знімальна група, яка намагається зняти політичний документальний фільм про експлуатованих ткацьких працівників (натяк на власний документальний фільм Дені Аркана «On est au coton», заборонений Національною кінорадою Канади), таким чином, фільм одночасно є трилером і політичним памфлетом про тодішні реалії Квебека.